# Megaselia antialis
Megaselia antialis är en tvåvingeart som beskrevs av Borgmeier 1967. Megaselia antialis ingår i släktet Megaselia och familjen puckelflugor. Inga underarter finns listade i Catalogue of Life.